# 古海裕子
古海 裕子（ふるみ ひろこ、1971年2月9日 - ）は、日本の女性声優。以前は大沢事務所に所属していた。

## 出演作品

### テレビドラマ
- ウルトラマンコスモス（戸間乃の妻）
- 真実を追う男1
- ど人生2
- 世阿弥の佐渡を歩く（ナレーション）※2005年12月のみ
- 笑う女優

### テレビアニメ
- serial experiments lain（声、女の声）

### テレビ
- ど人生『忘れられた男』『生きる男』『アラフォーな女』[1]（2008年）
- こんにちは! 動物の赤ちゃん2009 （ナレーション）

### ゲーム
- 胸騒ぎの予感 八神ひろきのGame-Taste（相沢香苗）

### CM
- ミツカン・金のごまだれ（ナレーション）
- コカ・コーラ・ミニッツメイド（ナレーション）

### ラジオ
- TOKYO FM系 (JFN) フルネット「NISSAN あ、安部礼司〜BEYOND THE AVERAGE」（柿村・カテリーナ・和子）
- TOKYO FM系 (JFN) Tower of Terror（冴子）
- 演劇ラジオ 〜Theater F〜 下北沢駅前劇場にて道化師の森